# Katherine Lawrence
Katherine Lawrence (San Bernardino, California, 11 de diciembre de 1954-cerca de Tucson, Arizona, 25 de marzo de 2004) fue una guionista de series televisivas, escritora de relatos cortos de ciencia ficción y de literatura y videojuegos educativos infantiles.

## Biografía
Su nombre real era Kathy Selbert. Escogió su nombre de escritora debido a su amor por T. E. Lawrence y por Jerome Lawrence. Obtuvo su grado de bachelor of arts en lengua inglesa en la Universidad de Washington, en Seattle, sobreponiéndose al síndrome de fatiga crónica que padecía. En 1996 estuvo nominada al "Outstanding Script" (Guion Excepcional) del Gremio de Escritores de América por "Icebound", un episodio de la serie "Hypernauts", ficción científica de acción.
El 27 de marzo de 2004, su cadáver fue encontrado en el río de San Pedro en Arizona, junto con una nota de suicidio. Fue incinerada y sus cenizas esparcidas en el Monte Lemmon, su paraje favorito.

## Principales realizaciones

### Televisión
- Legend of the Dragon ("Associating with Vermin")
- Kong: The Animated Series ("The Infinity Stone")
- Stargate: Infinity ("Chariot of the Sun" and "Who Are You?")
- X-Men: Evolution ("Mutant Crush")
- Shadow Raiders ("J'Accuse")
- ReBoot ("Megaframe")
- Princess Gwenevere and the Jewel Riders ("Badlands" and "Vale of the Unicorns")
- Roswell Conspiracies: Aliens, Myths and Legends ("Monster Within")
- Hypernauts ("Ice Bound", "New Alliances")
- Darkstalkers ("Aliens Keep Out" and "Ghost Hunter")
- G.I. Joe Extreme ("Winner Take All")
- Mighty Max ("Good Golly Ms. Kali" and "The Year of the Rat")
- Biker Mice from Mars ("Bleu Cheese Bros")
- Conan the Adventurer ("Greywolf of Xanthus", "In Days of Old", "Sword, Sai & Shuriken", "The Vale of Amazons", "The Red Brotherhood", "Thorns of Midnight" and "The Wolfmother")
- Beetlejuice ("Beetlebones")
- Bionic Six ("The Glitch")
- Muppet Babies ("Where No Muppet Has Gone Before")
- Moon Dreamers ("Zodies on the Loose")
- Dungeons & Dragons ("Cave of the Fairie Dragons", "Citadel of Shadow" and "The Winds of Darkness")

### Videojuegos
- This Means War!
- Battle Vision
- Inherit the Earth: Quest for the Orb
- Mario is Missing!